# Ryan Tyack
Ryan Tyack (2 giugno 1991) è un arciere australiano.

## Palmarès

### Olimpiadi
- 1 medaglia:
  - 1 bronzo (Rio de Janeiro 2016 a squadre)

### Mondiali indoor
- 1 medaglia:
  - 1 oro (Nimes 2014 nell'individuale)